# JuK
JuK je hudební přehrávač a jednoduchý správce kolekce prostředí KDE, je součástí balíku kdemultimedia. Podporuje audioformáty MP3, Ogg Vorbis a FLAC.
JuK přivedl na svět Scott Wheeler v roce 2000, původně se jmenoval QTagger. V roce 2002 byl program přijat do KDE CVS.

## Vlastnosti
JuK je zamýšlen hlavně jako správce audio souborů, přirozeně je však také hudebním přehrávačem. Následující rysy ho přiblíží více:
- seznam kolekcí a uživatelem definované seznamy skladeb
- možnost, prohledávat a automaticky při startu zařadit do kolekce seznamy skladeb (soubory .m3u) a další hudební soubory